# S-Bahn München
München S-Bahn bên cạnh Tàu điện ngầm München (U-Bahn München) là hệ thống giao thông công cộng đường sắt quan trọng nhất tại Đại đô thị München. Nó được điều hành bởi DB Regio Bayern, một bộ phận của DB Regio và là một thành viên của Hiệp hội Giao thông và Giá vé München (Münchner Verkehrs- und Tarifverbund: MVV). 
Mạng lưới S-Bahn đã hình thành cho Thế vận hội Mùa hè 1972 từ một vài tuyến ngoại ô có sẵn. Chúng được chạy bằng điện và nối với nhau bằng một đường hầm. Đoạn này được gọi là đoạn chính (Stammstrecke), chạy từ nhà ga trung tâm (Hauptbahnhof) tới nhà ga phía Đông (Ostbahnhof).
Mỗi ngày trung bình khoảng 780.000 hành khách sử dụng München S-Bahn. Vào ngày làm việc mạng lưới này vận chuyển hơn 800.000 hành khách , vận chuyển chính là từ những người sống ở những khu vực xung quanh đì vào thành phố München trong giờ làm việc vào buổi sáng vào giờ cao điểm buổi chiều khi về nhà. München S-Bahn có hơn 1.000 nhân viên, trong đó 538 là tài xế xe lửa và 120 người khác là nhân viên dịch vụ.
Tính về chiều dài của mạng lưới, München S-Bahn (sau Rhine-Ruhr S-Bahn và S-Bahn Trung Đức), lớn thứ ba ở Đức.

## Mạng lưới S-Bahn

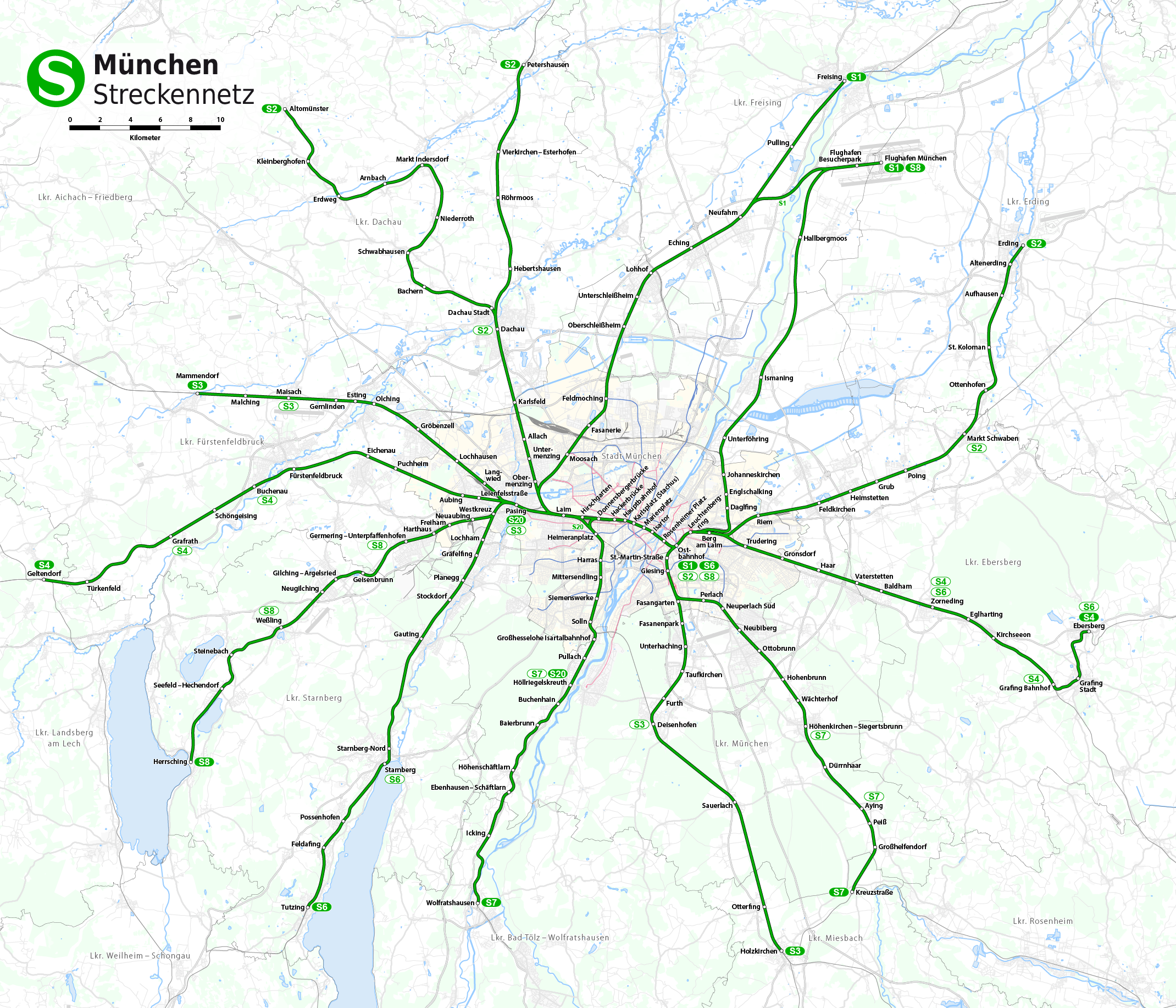
Mạng lưới München S-Bahn từ 2009

### Hệ thống
Phần chủ yếu của mạng lưới S-Bahn là đoạn đường chính có đường hầm chạy dưới trung tâm thành phố München. Phía Tây của đường hầm mạng lưới tỏa ra với bảy nhánh của các tuyến đường chạy từ phía bắc đến phía nam, ban đầu được đánh số từ S 1 (Freising) đến S 7 (wolfratshausen). Về phía Đông sau đường hầm, nó chia ra làm năm nhánh Đông, tuyến đến Ebersberg được phục vụ bởi hai tuyến (S 4 và S 6), và tuyến S 1 kết thúc tại Ostbahnhof. S-Bahn ở phía đông chạy qua Ismaning đến sân bay được gọi là S 8. Vì vậy hiện thời không có S 5.
Ngoài ra còn có tuyến S 20, chạy từ Pasing đến Höllriegelskreuth, một tuyến mà không chạy qua đường hầm của đoạn đường chính. Vào tháng 12 năm 2014, đoạn đường sắt Dachau-altomünster, chạy bằng động cơ diesel, mà cũng thuộc về mạng S-Bahn, được điện hóa, trở thành một nhánh của tuyến S2.

### Các tuyến đường và Độ thường xuyên
Độ thường xuyên cơ bản của München S-Bahn (S 1 cho tới S 8) là 20 phút, trên các phần của các tuyến đường trong giờ cao điểm có thêm xe lửa để giữ được độ thường xuyên là 10 phút. Một số nhánh bên ngoài, ngoài các giờ cao điểm cứ 3 đoàn tầu xe lửa thì một chuyến đã quay trở lại từ một vài trạm trước ga cuối, độ thường xuyên lúc đó là 20 / 40 phút.
| Tuyến | Tuyến đường | Tần suất                                         |
| ----- | --- | ------------------------------------------------ |
| S1    | Freising – Pulling – Neufahrn | 20-phút/1 lần                                    |
| S1    | Flughafen München – Flughafen Besucherpark – Neufahrn | 20-phút/1 lần                                    |
| S1    | Neufahrn – Eching – Lohhof – Unterschleißheim – Oberschleißheim – Feldmoching – Fasanerie – Moosach – Laim – Hirschgarten – Donnersbergerbrücke – Hackerbrücke – Hauptbahnhof – Karlsplatz (Stachus) – Marienplatz – Isartor – Rosenheimer Platz – Ostbahnhof | 20-phút/1 lần                                    |
| S2    | Petershausen – Vierkirchen-Esterhofen – Röhrmoos – Hebertshausen – Dachau | 20/40-phút/1 lần                                 |
| S2    | Altomünster – Kleinberghofen – Erdweg – Arnbach – Markt Indersdorf – Niederroth – Schwabhausen – Bachern – Dachau Stadt – Dachau | 60-phút/1 lần, 30-phút/1 lần trong giờ cao điểm. |
| S2    | Dachau (*) – Karlsfeld – Allach – Untermenzing – Obermenzing – Laim – Hirschgarten – Donnersbergerbrücke – Hackerbrücke – Hauptbahnhof – Karlsplatz (Stachus) – Marienplatz – Isartor – Rosenheimer Platz – Ostbahnhof (*) – Leuchtenbergring – Berg am Laim – Riem – Feldkirchen – Heimstetten – Grub – Poing – Markt Schwaben | 20-phút/1 lần                                    |
| S2    | Markt Schwaben – Ottenhofen – St. Kolomann – Aufhausen – Altenerding – Erding | 20/40-phút/1 lần                                 |
| S3    | Mammendorf – Malching – Maisach | 60-phút/1 lần, 20-phút/1 lần trong giờ cao điểm. |
| S3    | Maisach (*) – Gernlinden – Esting – Olching – Gröbenzell – Lochhausen – Langwied – Pasing – Laim – Hirschgarten – Donnersbergerbrücke – Hackerbrücke – Hauptbahnhof – Karlsplatz (Stachus) – Marienplatz – Isartor – Rosenheimer Platz – Ostbahnhof – St.-Martin-Straße – Giesing – Fasangarten – Fasanenpark – Unterhaching – Taufkirchen – Furth – Deisenhofen (*) | 20-phút/1 lần                                    |
| S3    | Deisenhofen – Sauerlach – Otterfing – Holzkirchen | 20/40-phút/1 lần                                 |
| S4    | Geltendorf – Türkenfeld – Grafrath (– Schöngeising – Buchenau) | 20/40-phút/1 lần                                 |
| S4    | (Grafrath – Schöngeising –) Buchenau – Fürstenfeldbruck – Eichenau – Puchheim – Aubing – Leienfelsstraße – Pasing – Laim – Hirschgarten – Donnersbergerbrücke – Hackerbrücke – Hauptbahnhof – Karlsplatz (Stachus) – Marienplatz – Isartor – Rosenheimer Platz – Ostbahnhof – Leuchtenbergring – Berg am Laim – Trudering – Gronsdorf – Haar – Vaterstetten – Baldham – Zorneding – Eglharting – Kirchseeon – Grafing Bahnhof                                             | 20-phút/1 lần                                    |
| S4    | Grafing Bahnhof – Grafing Stadt – Ebersberg | 20/40-phút/1 lần                                 |
| S6    | Tutzing – Feldafing – Possenhofen – Starnberg | 20/40-phút/1 lần                                 |
| S6    | Starnberg – Starnberg Nord – Gauting – Stockdorf – Planegg – Gräfelfing – Lochham – Westkreuz – Pasing – Laim – Hirschgarten – Donnersbergerbrücke – Hackerbrücke – Hauptbahnhof – Karlsplatz (Stachus) – Marienplatz – Isartor – Rosenheimer Platz – Ostbahnhof | 20-phút/1 lần                                    |
| S6    | Ostbahnhof – Leuchtenbergring – Berg am Laim – Trudering – Gronsdorf – Haar – Vaterstetten – Baldham – Zorneding | 20-phút/1 lần in der HVZ                         |
| S6    | Zorneding – Eglharting – Kirchseeon – Grafing Bahnhof (– Grafing Stadt – Ebersberg) | 40/60-phút/1 lần trong giờ cao điểm.             |
| S7    | Wolfratshausen – Icking – Ebenhausen-Schäftlarn – Hohenschäftlarn – Baierbrunn – Buchenhain – Höllriegelskreuth | 20/40-phút/1 lần                                 |
| S7    | Höllriegelskreuth – Pullach – Großhesselohe Isartalbahnhof – Solln – Siemenswerke – Mittersendling – Harras – Heimeranplatz – Donnersbergerbrücke – Hackerbrücke – Hauptbahnhof – Karlsplatz (Stachus) – Marienplatz – Isartor – Rosenheimer Platz – Ostbahnhof – St.-Martin-Straße – Giesing – Perlach – Neuperlach Süd – Neubiberg – Ottobrunn – Hohenbrunn – Wächterhof – Höhenkirchen-Siegertsbrunn                                                                   | 20-phút/1 lần                                    |
| S7    | Höhenkirchen-Siegertsbrunn – Dürrnhaar – Aying | 20/40-phút/1 lần                                 |
| S7    | Aying – Peiß – Großhelfendorf – Kreuzstraße | 60-phút/1 lần                                    |
| S8    | Herrsching – Seefeld-Hechendorf – Steinebach – Weßling | 20/40-phút/1 lần                                 |
| S8    | Weßling (+) – Neugilching – Gilching-Argelsried – Geisenbrunn – Germering-Unterpfaffenhofen (*) – Harthaus – Freiham – Neuaubing – Westkreuz – Pasing – Laim – Hirschgarten – Donnersbergerbrücke – Hackerbrücke – Hauptbahnhof – Karlsplatz (Stachus) – Marienplatz – Isartor – Rosenheimer Platz – Ostbahnhof (*) – Leuchtenbergring – Daglfing – Englschalking – Johanneskirchen – Unterföhring – Ismaning – Hallbergmoos – Flughafen Besucherpark – Flughafen München | 20-phút/1 lần                                    |
| S20   | Geltendorf – Türkenfeld – Grafrath – Schöngeising – Buchenau – Fürstenfeldbruck – Eichenau – Puchheim – Aubing – Leienfelsstraße – Pasing | một vài chuyến trong giờ cao điểm (thứ 2–6)      |
| S20   | Pasing – Heimeranplatz – Mittersendling – Siemenswerke – Solln – Großhesselohe Isartalbahnhof – Pullach – Höllriegelskreuth | 60-phút/1 lần trong giờ cao điểm (thứ 2–6)       |

(*) Trạm cuối của những chuyến chạy thêm, đến đó trong giờ cao điểm có tần suất 10-phút/1 lần
(+) một vài chuyến chạy thêm trong tần suất 10-phút/1 lần